# James Harry Lacey
El Cap d'Esquadró James Harry "Ginger" Lacey DFM & Barra (1 de febrer de 1917 – 30 de maig de 1989) va ser un dels màxims asos entre els pilots de caça de la Royal Air Force durant la Segona Guerra Mundial, sent el segon amb més victòries aèries durant la batalla d'Anglaterra, darrere del O/O Eric Lock del 41è Esquadró. Lacey assolí 28 avions enemics destruïts, 5 probables i 9 malmesos.

## Entrada al servei
Lacey abandonà la King James Grammar School, Knaresborough el 1933. Després de quatre anys com a aprenent farmacèutic, s'uní a la Reserva Voluntària de la Royal Air Force (RAFVR) el gener de 1937 com a pilot entrenat a Perth, Escòcia. El 1938 realitzà el curs d'instructor, esdevenint instructor a l'Acadèmia de Vol de Yorkshire. Cridat a files amb l'esclat de la guerra, s'uní al 501è Esquadró.

## Batalla de França
El 10 de maig de 1940, l'esquadró es traslladà a Bétheniville, França, on Lacey experimentà el seu primer combat. El 13 de maig, a Sedan (Ardenes), destruí un Heinkel He 111 i un Messerschmitt Bf 109, seguits d'un Messerschmitt Bf 110 al vespre. Reclamà dos He 111s més el 27 de maig, abans que l'esquadró s'hagués de retirar a Anglaterra el 19 de juny, havent reclamat prop de 60 victòries. El 9 de juny, s'estavellà aterrant i gairebé s'ofegà a un pantà. Durant la seva estada a França va ser condecorat amb la  Croix de guerre

## Batalla d'Anglaterra
Lacey lluità a la batalla d'Anglaterra amb l'esquadró 501 estacionat a Gravesend (Kent) o a Croydon. Va ser un dels màxims asos durant la batalla. La seva primera victòria de la batalla va ser el 20 de juliol de 1940, quan va abatre un Bf 109E del Jagdgeschwader 27. A continuació reclamà un Ju 87 destruït i un altre com a "probable"; i el 12 d'agost, un Bf 110 danyat, i un Do 17 danyat el 15 d'agost, i un Bf 109 probable l'endemà. Destruí un Ju 88, danyà un Dornier Do 17 el 24 d'agost i va abatre un Bf 109 del Jagdgeschwader 3 el 29 d'agost. Sortí il·lès després de rebre el foc de retorn d'un Heinkel He 111 el 13 d'agost.
El 23 d'agost, Lacey va rebre la Medalla dels Vols Distingits.
El 30 d'agost de 1940, durant un combat sobre l'estuari del Tàmesi, Lacey va abatre un He 111 i va danyar un Bf 110 abans que el seu Hurricane fos tocat pel foc enemic. El seu motor s'aturà i decidí planejar fins a l'aeròdrom de Gravesend en lloc de caure a l'estuari. El 31 d'agost acabà un mes molt profitós quan destruí un nou Bf 109.
El 2 de setembre Lacey va abatre dos Bf 109 i va danyar un Do 17. El dia 5 va abatre dos Bf 109 més. Durant un dur atac el 13 de setembre, s'enfrontà a una formació de He 111s del Kampfgeschwader 55 sobre Londres, abatent-ne un que tot just havia bombardejat el palau de Buckingham. Després va haver de ser rescatat del seu avió, patint ferides lleus, car no podia trobar l'aeròdrom enmig d'una visibilitat cada vegada pitjor. Tornant a l'acció poc després, va abatre un He 111, tres Bf 109 i danyant-ne un altre el 15 de setembre, un dels pitjors dies de la batalla (que posteriorment s'ha conegut com el "Dia de la Batalla d'Anglaterra"). Durant el combat atacà una formació de 12 Bf 109s, dels quals en destruí dos abans que els altres s'adonessin que havia escapat enmig dels núvols.
Durant les batalles de França i d'Anglaterra, Lacey va ser abatut o es va veure obligat a fer un aterratge d'emergència un mínim de 9 vegades.
El 26 de novembre de 1940, amb 23 victòries assolides (18 d'elles durant la Batalla d'Anglaterra), Lacey afegí una barra a la seva Medalla dels Vols Distingits, pel seu demostrat coratge i valentia continuada durant la Batalla d'Anglaterra.

## Després de 1940
Lacey va rebre la comissió d'oficial pilot (en proves) el 25 de gener de 1941 (antiguitat des del 15 de gener) i promogut a tinent de vol en funcions al juny. El 10 de juliol de 1941 com a Comandant de Vol A va abatre un Bf 109 i en va malmetre un altre el dia 14. El 17 de juliol va reclamar un hidroavió Heinkel He 59 com abatut i, el 24 de juliol, que va fer col·lidir dos Bf 109s. L'agost de 1941 va ser destinat lluny de les operacions de combat, servint com a instructor de vol amb el 57 OTU (Operational Training Unit  - Unitat Operativa d'Entrenament). El 22 de setembre va ser promogut a oficial de vol.
Durant el mes de març de 1942, Lacey s'uní al 602è Esquadró, amb seu a Kenley, volant amb Sptifire Mk V i el 24 de març reclamà un Fw 190 com a danyat. En va danyar un altre el 25 d'abril, abans de ser destinat al Grup 81 com a Oficial de Tàctica. Promogut a Tinent de Vol per necessitats de guerra el 27 d'agost, al novembre va ser destinat com a Instructor en Cap a l'Escola Especial d'Instructors d'Atac N.1 a Milfield.
Al març de 1943 va ser destinat al 20è Esquadró a Kaylan, Índia, abans d'unir-se el 1572 Vol d'Artillers al juliol per convertir de Blenheims a Hurricanes i d'aquí a Republic P-47 Thunderbolts. Es quedà a l'Índia, sent nomenat comandant del 155è Esquadró, volant amb Spitfire VIII, al novembre de 1944, i després comandant del 17è Esquadró aquell mateix més. Mentre que estava a l'Índia, Lacey reclamà la seva darrera victòria, abatent el 19 de febrer de 1945 un Nakajima Ki 43 “Oscar” japonès amb només 9 ràfegues del seu canó de 20mm.
Ginger Lacey és un dels pocs pilots de la RAF amb servei operatiu el primer i el darrer dia de la guerra. El seu recompte final va ser de 28 confirmats, 4 probables i 9 danyats.

## Postguerra
Després de la guerra, Lacey va anar al Japó amb el 17è Esquadró, esdevenint el primer pilot de Spitfire que sobrevolà el Japó el 30 d'abril de 1946. Tornà al Regne Unit al maig de 1946. Rebé una comissió permanent al rang de tinent de vol el 8 de desembre de 1948 (antiguitat des de l'1 de setembre de 1945), i es retirà de la RAF el 5 de març de 1967 com a Tinent de Vol; retenint el rang de Cap d'Esquadró.
Després de retirar-se treballà en un negoci de transport de mercaderies per aire i com a instructor de vol prop de Bridlington.
Ginger Lacey va morir el 30 de maig de 1989.

## Promocions
- Sergent de vol – 1939
- Oficial Pilot – 25/01/1941
- Oficial de Vol – 22/09/1941
- Tinent de Vol – 27/08/1942
- Cap d'Esquadró – 5/03/1967
- Comandant d'Ala – 13/04/1942

## Condecoracions
- Medalla dels Vols Distingits – 23 d'agost de 1940[9]
  - Barra – 26 de novembre de 1940
- Estrella de 1939-45 amb barra "Batalla d'Anglaterra"
- Medalla de la Guerra 1939-1945
- Creu de Guerra 1939-1945 (França)